# Slow Down (chanson de Larry Williams)
Pour les articles homonymes, voir Slow Down.
Singles de Larry Williams
Bony Moronie / You Bug Me, Baby
(1957) Hootchy-Koo / The Dummy
(1958)
Slow Down est une chanson écrite et interprétée par Larry Williams. Éditée en mars 1957 par le label Specialty en face B du 45 tours Dizzy Miss Lizzy, elle est composée sur une structure à douze mesures caractéristique du blues. C'est une chanson de rhythm and blues, fortement influencée par le rock 'n' roll.

## Version de Larry Williams
Larry a enregistré la chanson au studio Master Recorders à Hollywood, le 11 septembre 1957.
- Larry Williams – chant, piano
- Jewell Grant – saxophone baryton
- Plas Johnson – sax ténor
- René Hall – guitare
- Ted Brinson – basse
- Earl Palmer – batterie

## Version des Beatles
Pistes de Past Masters
I Call Your Name Matchbox
Pistes de Long Tall Sally (EP)
I Call Your Name Matchbox
Les Beatles la reprirent en 1964. Elle figure dans leur EP rock 'n' roll édité par Parlophone au Royaume-Uni le 19 juin 1964, qui comportait aussi Long Tall Sally de Little Richard, Matchbox de Carl Perkins et la chanson I Call Your Name signée Lennon/McCartney, toutes des chansons inédites. Aux États-Unis, Capitol Records publiera Matchbox et Slow Down sur le 33 tours Something New le 20 juillet 1964 et en 45 tours le 25 août 1964. Aujourd'hui, on retrouve ces chansons sur Past Masters.
L'enregistrement en six prises eut lieu le 1er juin 1964 aux studios d'Abbey Road et fut complété trois jours plus tard.
Cette chanson n'a été jouée qu'une seule fois dans les studios de la BBC. Enregistrée le 16 juillet 1963 et mise en ondes le 20 août suivant à l'émission Pop Go the Beatles (en), on la retrouve aujourd'hui sur le disque Live at the BBC.
- John Lennon : chant, guitare solo
- Paul McCartney : basse
- George Harrison : guitare rythmique
- Ringo Starr : batterie
- George Martin : piano électrique

### Publication en France
La chanson arrive en France en juillet 1964 sur la face B d'un 45 tours EP (« super 45 tours »), accompagnée  de Matchbox ; sur la face A figurent Long Tall Sally et I Call Your Name. Sur la pochette la photo des Beatles dans la mer est prise à Miami par Dezo Hoffman lors de leur première tournée nord-américaine en 1964,.

## Autres versions
Slow Down fut aussi interprétée par The Jam, Flamin' Groovies, Bobby Fuller, Jack Earls, The Trashmen, The Rascals, The Pirates, Led Zeppelin (en concert), Brian May, Golden Earring, Alvin Lee et en France par Johnny Hallyday sous le titre Dégage adapté par Long Chris (album Rock à Memphis, 1975).